# Stenoplastis satyroides
Stenoplastis satyroides är en fjärilsart som beskrevs av Felder 1874. Stenoplastis satyroides ingår i släktet Stenoplastis och familjen tandspinnare. Inga underarter finns listade i Catalogue of Life.